# Tornabarakony, Borsod-Abaúj-Zemplén
Tornabarakony este un sat în districtul Edelény, județul Borsod-Abaúj-Zemplén, Ungaria, având o populație de 19 locuitori (2011). 

## Demografie
Componența etnică a satului Tornabarakony
     Maghiari (100%)
Componența confesională a satului Tornabarakony
     Greco-catolici (42,11%)
     Romano-catolici (21,05%)
     Necunoscută (36,84%)
Conform recensământului din 2011, satul Tornabarakony avea 19 locuitori. Din punct de vedere etnic, majoritatea locuitorilor (100,0%) erau maghiari. Nu există o religie majoritară, locuitorii fiind greco-catolici (42,11%) și romano-catolici (21,05%). Pentru 36,84% din locuitori nu este cunoscută apartenența confesională.